# Rashid Dabour
Rashid Dabour (Abu Muhammad; 1995–2023) foi um atleta palestino. Ele foi jogador de futebol do clube al-Ahly Beit Hanoun e da Seleção Palestina de Futebol. No ensino médio, estudou na Escola Hayel Abdul Hamid e e obteve o diploma de bacharel em matemática pela Universidade Aberta de Al-Quds. Ele participou de cinco jogos pela Liga da Faixa de Gaza e marcou dois gols na temporada 2023-2024 com o seu time, o Al-Ahly Beit Hanoun.
Ele também conquistou diversos campeonatos, incluindo o Campeonato da Liga da Faixa de Gaza da segunda divisão na temporada 2015-2016, e foi um dos jogadores mais destacados da Palestina.
Ele morreu junto com seus familiares em 10 de outubro de 2023, durante um ataque aéreo da Força Aérea Israelense que atingiu sua casa em Beit Hanoun, na Faixa de Gaza, no contexto da guerra de Israel em Gaza.